# 盘城街道
盘城街道，是中华人民共和国江苏省南京市浦口区下辖的一个乡镇级行政单位。

## 行政区划
盘城街道下辖以下地区：
盘城社区、江北社区、新华社区、板桥社区、永丰社区、老幼岗社区、双城社区、落桥社区、双城村、渡桥村和落桥村。